# اریک برودلی
اریک هریسون برودلی عضو رتبهٔ امپراتوری بریتانیا (به انگلیسی: Eric Harrison Broadley) (زادهٔ ۲۲ سپتامبر ۱۹۲۸ – درگذشتهٔ ۲۸ مهٔ ۲۰۱۷) طراح خودروهای مسابقه‌ای، کارآفرین، مهندس بریتانیایی، و مؤسس و طراح ارشد شرکت مهندسی و تولید خودورهای مسابقه‌ای لولا کارز بود. او به‌طور قابل بحثی یکی از مؤثرترین طراحان خودرو در دوران پس از جنگ بود و در طول سالیان، شرکت لولا در بسیاری از پروژه‌های سطح بالا در فرمول یک، ایندی‌کار، و مسابقات خودروهای اسپورت نقش داشت. برودلی در سال ۱۹۹۹ شرکت لولا را به مارتین بیرین واگذار کرد.